# Pico La Galana
La Galana es un pico situado en la sierra de Gredos, que a su vez forma parte de la cordillera del Sistema Central. Se trata del segundo pico más alto del Sistema Central con 2563 m s. n. m. —solo superado por la vecina cumbre del Almanzor— y tiene una prominencia de 85 metros. El pico se encuentra entre el Circo de Gredos y el circo de las Cinco Lagunas, coronando la llamada Hoya del Gargantón. La cima está localizada en el municipio de Zapardiel de la Ribera, en la provincia de Ávila.

## Dificultad de la ascensión
Su ascensión tiene un trepada final bastante aérea.